# John E. Rogers
Pour les articles homonymes, voir John Rogers (homonymie) et Rogers.
John E. Rogers est un astronome américain.
Le Centre des planètes mineures le crédite de la découverte de l'astéroïde (10168) Stony Ridge, nommé d'après le groupe d'astronomes amateurs qui fondèrent l'observatoire de Stony Ridge en Californie, réalisée le 4 février 1995 avec la collaboration de Jack B. Child.